# Neomochtherus leclerqi
Neomochtherus leclerqi is een vliegensoort uit de familie van de roofvliegen (Asilidae). De wetenschappelijke naam van de soort is voor het eerst geldig gepubliceerd in 1968 door Janssens.